# Ganggrab von Ostenwalde
Het Ganggrab von Ostenwalde is een megaliet uit het neolithicum in Ostenwalde, een stadsdeel van Werlte, Landkreis Emsland in Nedersaksen. Het hunebed is bekend onder Sprockhoff-Nr. 835 en het behoort tot de Straße der Megalithkultur. 

## Kenmerken
Das ganggraf ligt niet op de plek waar het is aangetroffen. Het werd in 1971 na een wetenschappelijk onderzoek en restauratie ongeveer 70 meter naar het oosten verplaatst. Het ligt nu direct naast de Landesstraße L53 aan een kruising. 
De kamer werd, na pogingen om de dekstenen weer zuiver aan te laten sluiten, opengelaten. Op deze manier kan er in de kamer gekeken worden en wordt de bouwtechniek duidelijk. De kamer is zeer goed behouden gebleven en is oost-west georiënteerd. Alle 14 draagstenen zijn bewaard gebleven. De 5 dekstenen liggen naast de kamer. De toegang ligt ongeveer in het midden van de zuidelijke lange zijde. Er zijn geen poortstenen  behouden gebleven. De kamer is aan de binnenkant 8,5 meter lang en is 1,8 meter breed. Het is niet duidelijk of er oorspronkelijk een dekheuvel aanwezig is geweest. 
Tijdens onderzoek in 1971 werden diverse vondsten aangetroffen, waaronder keramiek en vuursteen werktuigen uit de Trechterbekercultuur. Er werd ook duidelijk dat er in de jonge steentijd bijzettingen zijn geplaatst.

## Weblinks
- Ostenwalde I: Bilder + Plan